# コリントの包囲

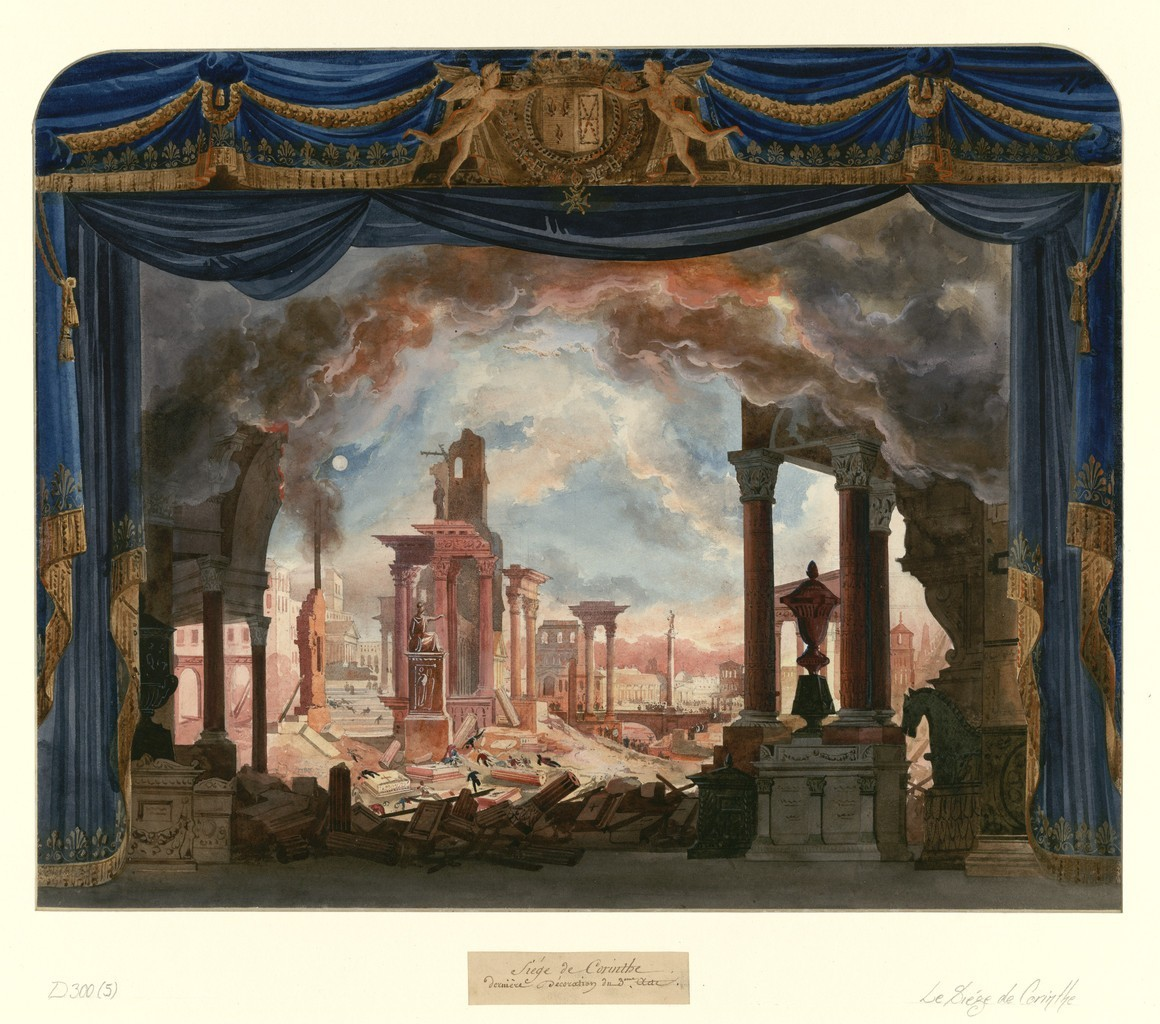
第3幕最終場の燃えるコリント。初演時の舞台デザイン

『コリントの包囲』（フランス語: Le Siège de Corinthe）は、ジョアキーノ・ロッシーニによる3幕のフランス語オペラ（叙情悲劇）で、1826年に初演された。
1820年のイタリア語オペラ『マオメット2世』の改作だが、舞台をネグロポンテからコリントに移し、登場人物の名も変えられている。

## 概要
1824年にパリのイタリア座の監督に就任したロッシーニは:95、まず『ランスへの旅』（1825年）を上演したが、イタリア座のみで満足せず、さらにオペラ座に進出した。その最初の新作オペラが『コリントの包囲』である。リブレットは『マオメット2世』のものを元にルイジ・バロッキとアレクサンドル・スーメ (Alexandre Soumet) によって書かれた。
当時のフランスはギリシア独立戦争の熱狂の中にあった。1826年にはミソロンギをオスマン帝国が包囲し、その残虐さが非難されていた（なお、1824年にミソロンギで死んだバイロンにも同名の『コリントの包囲』（1816年）という詩があるが、これは18世紀のオスマン帝国によるペロポネソス半島再征服を舞台とし、ロッシーニの作品とは関係ない）。
1826年10月9日にパリのオペラ座で初演され、高い評価を得た:100。オペラ座での上演記録は105回を数える:95-96。
カリスト・バッシ (Calisto Bassi) によるイタリア語版(L'assedio di Corinto)も作られてイタリア各地で上演され、原作である『マオメット2世』が忘れ去られる結果になった:10。

## マオメット2世との違い
『マオメット2世』は15世紀オスマン帝国のメフメト2世によるヴェネツィア領ネグロポンテ包囲を舞台にしているが、『コリントの包囲』は同じメフメト2世によるモレアス専制公領のコリント包囲（1458年）を舞台にし、メフメト2世以外の登場人物の名前は変えられている。また男性主役は女声から男声のテノールになっている。
筋の大枠は変わっていないが、『マオメット2世』ではヒロインの自殺が最後のクライマックスになっているのに対し、『コリントの包囲』ではコリントが全滅・炎上する、より衝撃的な結末を迎える。
曲もほとんど『マオメット2世』の転用だが、とくに後半においてかなりの手が加わっている:7-9。第3幕で最後の戦いの前にイエロスがギリシアの旗を祝福する曲(Quel nuage sanglant)は新たに書きおろされた:100。第3幕の最後近くでパメラがハープ伴奏によって祈る曲(Juste ciel)は『マオメット2世』第1幕のアンナの祈りの曲(Giusto ciel)をここに移してきたものだが、より印象的になっている。
『マオメット2世』が失敗に終わったのに対し、『コリントの包囲』は成功したが、音楽的に後者が優れているとは必ずしも言えない:101。緊密な構成を特徴とする『マオメット2世』の音楽とくらべると『コリントの包囲』は単純化されている。

## 20世紀以降のリバイバル
1949年にフィレンツェでイタリア語版が復活上演され、レナータ・テバルディがパミラを演じた:10。1969年にはロッシーニ没後100年を記念してミラノのスカラ座でイタリア語版が上演され、ビヴァリー・シルズがパミラを演じた:10。1980年代にはピッツィ (Pier Luigi Pizzi) 演出によるフランス語版が復活上演された:10。

## 登場人物
- クレオメーヌ[注 1]（テノール）- コリントの総督
- パミラ（ソプラノ）- クレオメーヌの娘
- ネオクレス（テノール）- コリントの若い将校
- マオメ2世（バス）- トルコのスルターン
- オマル（バス）- マオメ2世の腹心
- アドラスト（テノール）- クレオメーヌの腹心
- イエロス（バス）- コリントの墓守
- イスメーヌ（メゾソプラノ）- パミラの親友

## あらすじ
序曲は既存のいくつかの作品を組みあわせて作られた。冒頭は『ビアンカとファッリエロ』（1819年）と同じであり、次の遅い部分はマイールのオラトリオ『アタリア』（ロッシーニは1822年にナポリでこの曲を指揮している）から借りたものである。主部でクレッシェンドしてくる旋律は『グローリア・ミサ』（1820年）からの転用である:291-292。この旋律が第2幕の終わり近くでもギリシア軍の合唱として聞こえてきて、パミラが愛を思い切る重要なきっかけになる:7-8。

### 第1幕
コリント総督のクレオメーヌは一同にトルコと戦うべきか降伏すべきかを問う。若いネオクレスが戦いを主張し、一同は戦いに備える。クレオメーヌは娘のパミラをネオクレスと結婚させようとしていたが、パミラ本人はかつてアテネで会ったアルマンゾルという男性に恋していた。しかしそれはギリシアの様子を調べるために密かにやってきたマオメ2世その人であった。戦いに先立ち、クレオメーヌはパミラに万一の場合に自殺するための短剣を渡す。
戦いはトルコ側の勝利に終わり、クレオメーヌは捕虜になる。父を助けるためにやってきたパミラをそれと認めたマオメは、自分と彼女との結婚を条件としてギリシアを許そうと言う。

### 第2幕
マオメの天幕で、パミラは祖国への忠誠と愛の間に引きさかれて苦しみ、母の霊が自分を見守るように祈る。結婚式のバレエが踊られる中、捕虜にされたネオクレスが連れてこられる。パミラは彼を助けるためにネオクレスが自分の兄弟だと嘘をつく。マオメはネオクレスを結婚式に招待し、パミラに対して愛の歌を歌う。
しかしギリシア人たちが決死の戦いをしようとしているのを知ったパミラは、愛を捨てて祖国のために死ぬことを選ぶ。怒ったマオメは、翌日の日の出以前にコリントを滅ぼすことを宣言する。

### 第3幕
コリントの民は墓地を最後の砦として選ぶ。そこへトルコから逃げてきたネオクレスがやってくる。パミラも逃亡し、遠くで女たちと祈っている。クレオメーヌはまだ娘のことを怒っているが、やってきたパミラは母の墓前でネオクレスと結婚しようとする。クレオメーヌは2人を祝福し、ギリシア人の苦難が終わることを祈らせる。イエロスは最後の時が近づいていることを告げ、ギリシアの軍旗を祝福する。パミラは神の慈悲が悲しみが終わらせることを祈る。
トルコ人たちがやってくるが、パミラは短剣で自殺する。墓室が崩れ、炎に包まれたコリントが出現する。